# Cristina Ioriatti
Cristina Ioriatti (Trento, 19 gennaio 1973) è un'ex arciera italiana.

## Biografia
Nata a Trento nel 1973, a 27 anni ha partecipato ai Giochi Olimpici di Sydney 2000, venendo eliminata agli ottavi di finale della gara individuale dalla connazionale Natalia Valeeva, e ai quarti di finale di quella a squadre, dove gareggiava insieme alla stessa Valeeva e a Irene Franchini, per mano dell'Ucraina. 
Nel 1994 ha partecipato alla trasmissione televisiva di Rai 1 Scommettiamo che...?, condotta da Fabrizio Frizzi.